# Frigija
Frígija (starogrško Φρυγία) je bila starodavno kraljestvo v zahodnem delu osrednjega anatolskega višavja v današnji Turčiji. V Frigiji je doma veliko mitoloških virov in osebnosti. Ena od najbolj znanih je velika mati, frigijska boginja Kibela, ki so jo Grki istovetili z Reo. Frigija je pomembno vplivala na zgodovino.
Zgodbe o junaški dobi grške mitologije pripovedujejo o več legendarnih frigijskih kraljih:
- Gordij, katerega gordijski vozel bo kasneje presekal Aleksander Veliki
- Midas, ki je vse, česar se je dotaknil, spremenil v zlato
- Migdon, ki se je vojskoval z Amazonkami

Po Homerjevi Iliadi so Frigijci sodelovali v trojanski vojni kot tesni zavezniki Trojancev in se borili proti Ahajcem. Frigijska moč je dosegla vrhunec v poznem 8. stoletju pr. n. št. pod drugim zgodovinskim kraljem Midasom, ki je prevladoval nad večino zahodne in osrednje Anatolije ter tekmoval z Asirijo in Urartujem za oblast v vzhodni Anatoliji. Ta poznejši Midas pa je bil tudi zadnji neodvisni kralj Frigije, preden so Kimerijci okoli leta 695 pr. n. št. oplenili frigijsko prestolnico Gordij. Kasneje jo je zasedla sosednja Lidija. Med vladanjem Kira II. Velikega je postala del Ahemenidskega cesarstva, kasneje del imperija Aleksandra Velikega in njegovih naslednikov. Zasedli so jo kralji atalidske dinastije iz Pergamona, leta 133 pr. n. št. pa je postala del Rimskega cesarstva. V tem času so Frigijci postali krščanski in grško govoreči ter se asimilirali v bizantinsko državo; po turški osvojitvi bizantinske Anatolije v poznem srednjem veku je ime Frigija izginilo iz uporabe kot teritorialna oznaka.

## Geografija
Frigija je zavzemala območje na zahodnem koncu visoke anatolske planote, suho regijo, ki se precej razlikuje od gozdnatih dežel severno in zahodno od nje. Frigija se je začela na severozahodu, kjer je območje suhe stepe razredčeno z rečnim sistemom Sakarja in Porsuk in je dom naselbinam Dorilaeum blizu sodobnega Eskişehirja in frigijske prestolnice Gordion. Podnebje je ostro z vročimi poletji in mrzlimi zimami. Zato oljke tukaj ne bodo zlahka rasle, zemljišče se večinoma uporablja za pašo živine in pridelavo ječmena.
Južno od Dorylaeuma je na območju hribov in stebrov vulkanskega tufa pomembna frigijska naselbina, Midas (Yazılıkaya, Eskişehir). Na jugu spet osrednja Frigija vključuje mesti Afyonkarahisar (starodavni Akroinon) s svojimi kamnolomi marmorja v bližnjem Docimiumu (İscehisar) in mesto Sinada. Na zahodnem koncu Frigije sta stali mesti Aizanoi (sodobni Çavdarhisar) in Acmonia. Od tod proti jugozahodu leži hribovito območje Frigije, ki je v nasprotju z golimi ravninami središča regije.
Območje jugozahodne Frigije namaka Maeander, znan tudi kot reka Büyük Menderes, skupaj z njenim pritokom Likus. Znotraj njegovih meja ležita mesti Laodicea na Likusu in Hierapolis.

## Izvori

### Legendarne starodavne selitve
Po starodavnem izročilu grških zgodovinarjev so se Frigijci preselili v Anatolijo z Balkana. Herodot pravi, da so se Frigijci imenovali Brigi, ko so živeli v Evropi. On in drugi grški pisci so zapisali tudi legende o kralju Midasu, ki so ga povezovale z Makedonijo ali navedle, da izvira iz Makedonije; Herodot na primer pravi, da je vrt divjih vrtnic v Makedoniji dobil ime po Midasu.
Nekateri klasični pisci so Frigijce povezovali tudi z Migdoni, imenoma dveh skupin ljudi, od katerih je ena živela v severni Makedoniji, druga pa v Miziji. Podobno je Frigijce identificiral z Bebrijci, ljudstvom, ki naj bi se vojskovalo z Mizijo pred trojansko vojno in ki je imelo kralja po imenu Migdon v približno istem času, ko naj bi Frigijci imeli kralja z imenom Migdon.
Klasični zgodovinar Strabon združuje Frigijce, Migdone, Mizijce, Bebrike in Bitince kot ljudstva, ki so se preselila v Anatolijo z Balkana. Ta podoba Frigijcev kot dela sorodne skupine severozahodnih anatolskih kultur se zdi najverjetnejša razlaga za zmedo o tem, ali so bili Frigijci, Bebrijci in anatolski Migdoni isti ljudje ali ne.

### Frigijščina
Frigijsko so še naprej govorili do 6. stoletja našega štetja, čeprav je bila njena značilna abeceda izgubljena prej kot večina anatolskih kultur. Ena od Homerjevih himn opisuje frigijski jezik kot nerazumljiv s trojanskim  in napisi, najdeni v Gordiumu, jasno kažejo, da so Frigijci govorili indoevropski jezik z vsaj nekaj besedišča, podobnega grškemu. Frigijščina očitno ni pripadala družini anatolskih jezikov, ki se govorijo v večini sosednjih držav, kot je hetitščina. Navidezna podobnost frigijskega jezika z grščino in njegova razlika z anatolskimi jeziki, ki jih govori večina njihovih sosedov, se prav tako jemlje kot podpora evropskemu izvoru Frigijcev.
Iz tega, kar je na voljo, je razvidno, da ima frigijščina pomembne značilnosti z grščino in armenščino. Frigijščina je del centumske skupine indoevropskih jezikov. Vendar pa je med 19. in prvo polovico 20. stoletja frigijščina večinoma veljala za jezik satəm in tako bližje armenščini in tračanščini, medtem ko se danes običajno šteje za jezik centuma in tako bližje grščini.
Sodobno soglasje grščino obravnava kot najbližjo sorodnico frigijščine, stališče, ki ga podpirajo Brixhe, Neumann, Matzinger, Woodhouse, Ligorio, Lubotsky in Obrador-Cursach. Zadnjih 50 let frigijske znanosti je razvilo hipotezo, ki predlaga proto-grško-frigijsko stopnjo, iz katere izvirata grščina in frigijščina, in če bi bila slednja bolj potrjena, bi to stopnjo morda lahko rekonstruirali.

### Nedavne migracijske hipoteze
Nekateri učenjaki zavračajo trditev o selitvi Frigijcev kot zgolj legendo, ki verjetno izhaja iz naključne podobnosti njihovega imena z Brigi, in trdijo, da bi se selitev v Frigijo lahko zgodila pozneje, kot kažejo klasični viri. Prihod Frigijcev so skušali umestiti v pripoved, ki pojasnjuje propad Hetitskega cesarstva in konec visoke bronaste dobe v Anatoliji.
Po teoriji o »nedavnem preseljevanju« so Frigijci vdrli tik pred ali po propadu Hetitskega cesarstva na začetku 12. stoletja pr. n. št., s čimer so zapolnili politični vakuum v osrednji in zahodni Anatoliji in so bili morda prišteti med Ljudstva z morja, ki si Egipčani pripisujejo zasluge za propad Hetitov. Tako imenovano ročno izdelano blago z gumbi, najdeno v zahodni Anatoliji v tem obdobju, je bilo pogojno opredeljeno kot uvoz, povezan s to invazijo.

### Odnos do njihovih predhodnikov Hetitov
Nekateri učenjaki verjamejo, da so bili Frigijci na reki Sakarja že v pozni bronasti dobi. Ti učenjaki namesto tega poskušajo izslediti izvor Frigijcev med številnimi narodi zahodne Anatolije, ki so bili podrejeni Hetitom. Ta razlaga najde nekaj motivacije v grških legendah o udeležbi Frigijcev v trojanski vojni, pa tudi v ustanovitvenem mitu o Gordiju.
Nihče ni dokončno ugotovil, kateri od mnogih subjektov Hetitov bi lahko predstavljal zgodnje Frigijce. Po klasičnem izročilu, ki ga je populariziral Jožef Flavij, lahko Frigijo enačimo z deželo, ki so jo stari Hebrejci imenovali Togarmah, ki je bila identificirana kot Tegarama v hetitskih besedilih in Til-Garimmu v asirskih zapisih. Jožef Flavij je Togarmo imenoval Trugrammejci, ki so se po odločitvi Grkov imenovali Frigijci. Vendar pa grški vir, ki ga navaja Jožef Flavij, ni znan in ni jasno, ali je obstajala kakršna koli podlaga za identifikacijo, razen podobnosti imena.
Poznavalci Hetitov menijo, da je bila Tegarama v vzhodni Anatoliji – nekateri jo umeščajo v Gurun – daleč vzhodno od Frigije. Nekateri učenjaki so Frigijo identificirali z zvezo Asuva in opazili, da Iliada omenja Frigijca (brata kraljice Hekube) po imenu Asios. Drugo možno zgodnje ime Frigije bi lahko bilo Hapalla, ime najvzhodnejše province, ki je nastala z razpadom bronastodobnega zahodnega anatolskega imperija Arzava. Vendar učenjaki niso prepričani, ali Hapalla ustreza Frigiji ali Pizidiji, južneje.

### Odnos do Armencev
Starogrški zgodovinar Herodot (ki je pisal okoli leta 440 pr. n. št.) je domneval, da so se Armenci selili iz Frigije, ki je takrat obsegala velik del zahodne in osrednje Anatolije: »Armenci so bili opremljeni kot Frigijci, saj so bili frigijski kolonisti« (7,73) (Ἀρμένιοι δὲ κατά περ Φρύγες ἐσεσάχατο, ἐόντες Φρυγῶν ἄποικοι.) Po Herotodu so Frigijci izvirali z Balkana, z območja, ki meji na Makedonijo, od koder so se med propadom bronaste dobe izselili v Anatolijo. To je pripeljalo poznejše učenjake, kot je Igor Diakonoff, do teorije, da tudi Armenci izvirajo z Balkana in so se skupaj s Frigijci preselili na vzhod. Vendar pa se je armensko poreklo na Balkanu, čeprav je bilo nekoč splošno sprejeto, v zadnjih letih soočilo s povečanim nadzorom zaradi neskladij v časovnici ter pomanjkanja genetskih in arheoloških dokazov. Pravzaprav so nekateri učenjaki predlagali, da so bili Frigijci in/ali očitno sorodno ljudstvo Muški prvotno iz Armenije in so se preselili proti zahodu.
Številni jezikoslovci so zavračali tesno sorodstvo med armenščino in frigijščino, čeprav trdijo, da imata jezika nekaj skupnih značilnosti. Frigijščina je zdaj razvrščena kot jezik centuma, ki je bolj povezan z grščino kot armenščino, medtem ko je armenščina večinoma satem.

## Zgodovina

### Vrhunec in uničenje Frigijskega kraljestva
V 8. stoletju pr. n. št. se je frigijsko kraljestvo s prestolnico v Gordiumu v zgornji dolini reke Sakarja razširilo v cesarstvo, ki je prevladovalo nad večino srednje in zahodne Anatolije ter poseglo v večje Novoasirsko cesarstvo na jugovzhodu in kraljestvo Urartu na severovzhodu.
Po mnenju klasičnih zgodovinarjev Strabona, Evzebija in Julija Afriškega je bil kralj Frigije v tem času še en Midas. Ta zgodovinski Midas naj bi bil ista oseba, imenovana kot Mita v asirskih besedilih iz tistega obdobja in označena kot kralj Muški. Učenjaki domnevajo, da so Asirci imenovali Frigijce Muški, ker so Frigijci in Muški, vzhodnoanatolsko ljudstvo, takrat nastopili v skupni vojski. Ta Midas naj bi vladal Frigiji na vrhuncu moči od okoli 720 pr. n. št. do okoli 695 pr. n. št. (po Evzebiju) ali 676 pr. n. št. (po Juliju Afriškem). Asirski napis, ki omenja Mito, datira v leto 709 pr. n. št., med vladavino Sargona II. Asirskega, nakazuje, da sta Frigija in Asirija do takrat sklenili premirje. Zdi se, da je imel ta Midas dobre odnose in tesne trgovske vezi z Grki in se domnevno poročil z eolsko grško princeso.
V tem obdobju se je v Gordiumu razvil in razcvetel sistem pisave v frigijskem jeziku, ki je uporabljal feničansko abecedo, podobno grški. V tem obdobju se pojavi značilna frigijska keramika, imenovana polirana posoda.
Vendar pa so Frigijsko kraljestvo nato preplavili kimerijski napadalci, Gordij pa je bil oplenjen in uničen. Po Strabonu in drugih je Midas naredil samomor s pitjem bikove krvi.
Serija izkopavanj je Gordium razkrila kot eno najbolj razkrivajočih se arheoloških najdišč v Turčiji. Izkopavanja potrjujejo nasilno uničenje Gordija okoli leta 675 pr. n. št. Grobnica iz tega obdobja, ki jo ljudje imenujejo Midasova grobnica, je razkrila leseno konstrukcijo, globoko zakopano pod ogromnim tumulusom, v kateri so bili grobni pridatki, krsta, pohištvo in darovi hrane (Arheološki muzej, Ankara).

### Kot lidijska provinca
Po uničenju Gordija so Kimerijci ostali v zahodni Anatoliji in se vojskovali z Lidijo, ki jih je nazadnje izgnala okoli leta 620 pr. n. št., nato pa se je razširila na Frigijo, ki je postala vzhodna meja lidijskega kraljestva. Najdišče Gordium razkriva precejšen gradbeni program v 6. stoletju pr. n. št. pod prevlado lidijskih kraljev, vključno s pregovorno bogatim kraljem Krezom. Medtem so nekdanji vzhodni podložniki Frigije padli pod Asirijo in pozneje med Medijce.
V legendi o dvakrat nesrečnem frigijskem princu Adrastu, ki je pomotoma ubil svojega brata in se izgnal v Lidijo, kjer ga je sprejel kralj Krez, je morda odmev spora z Lidijo in morda prikrito omembo kraljevih talcev. Spet je Adrast pomotoma ubil Krezovega sina in nato naredil samomor.

### Kot perzijske province
Nekaj časa v 540-ih letih pr. n. št. je Frigija prešla v Ahemenidsko cesarstvo, ko je Kir Veliki osvojil Lidijo.
Potem ko je Darej I. leta 521 pr. n. št. postal perzijski cesar, je preoblikoval starodavno trgovsko pot v perzijsko »Kraljevo cesto« in uvedel upravne reforme, ki so vključevale postavitev satrapij. Frigijska satrapija (provinca) je ležala zahodno od reke Halis (zdaj reka Kızıl) ter vzhodno od Mizije in Lidije. Njeno glavno mesto je bilo ustanovljeno v Dasciliumu, današnjem Ergiliju.
V 5. stoletju je bila regija razdeljena na dve upravni satrapiji: Helespontsko Frigijo in Veliko Frigijo.

### Pod Aleksandrom in njegovimi nasledniki
Makedonski grški osvajalec Aleksander Veliki je šel skozi Gordium leta 333 pr. n. št. in presekal gordijski vozel v templju Sabazija ('Zevs'). Po legendi, ki so jo verjetno razglasili Aleksandrovi publicisti, bo tisti, ki bo odvezal vozel, gospodar Azije. Glede na to, da je bil Gordium na perzijski kraljevi cesti, ki je vodila skozi srce Anatolije, je bila prerokba precej geografsko verjetna. Z Aleksandrom je Frigija postala del širšega helenističnega sveta. Po Aleksandrovi smrti leta 323 pr. n. št. je leta 301 pr. n. št. prišlo do bitke pri Ipsu.

### Kelti in Attalidi
V kaotičnem obdobju po Aleksandrovi smrti so severno Frigijo preplavili Kelti in sčasoma je postala provinca Galatija. Nekdanjo prestolnico Gordium so kmalu zatem zavzeli in uničili Galci ter izginila iz zgodovine.
Leta 188 pr. n. št. je južni ostanek Frigije prešel pod nadzor Atalidov iz Pergamona. Vendar je frigijski jezik preživel, čeprav je zdaj zapisan z grško abecedo.

### Pod Rimom in Bizancem
Leta 133 pr. n. št. so ostanki Frigije prešli pod Rim. Za namene provincialne uprave so Rimljani ohranili razdeljeno Frigijo, pri čemer so severovzhodni del priključili provinci Galatiji, zahodni del pa provinci Aziji. Obstaja nekaj dokazov, da sta bili zahodni Frigija in Karija ločeni od Azije v letih 254–259 in postali novi provinci Frigija in Karija. Med Dioklecijanovimi reformami je bila Frigija na novo razdeljena na dve provinci: Frigija I ali Frigija Salutaris (kar pomeni 'zdrava' v latinščini) in Frigija II ali Pacatiano (grško Πακατιανή, Pakatiane, neznana etimologija, vendar prevedeno kot 'mirno'), oba pod azijsko škofijo. Salutaris s Sinado kot glavnim mestom je obsegala vzhodni del regije in Pacatiana z Laodicejo na Liku kot glavnim mestom zahodnega dela. Provinci sta se obdržali do konca 7. stoletja, ko ju je zamenjal sistem teme. V poznorimskem, zgodnjem bizantinskem obdobju je večina Frigije pripadala Anatolski temi. Po bitki pri Manzikertu (1071) so jo zavzeli Turki. Turki so prevzeli popoln nadzor v 13. stoletju, vendar je starodavno ime Frigija ostalo v uporabi, dokler ni zadnji ostanek Bizantinskega cesarstva leta 1453 osvojilo Osmansko cesarstvo.

## Kultura

### Religija
Frigijska religija v antiki je bila politeistična in se je razlikovala od prejšnjih religij anatolskih ljudstev in katerih panteon je bil sestavljen iz božanstev, ki so bili refleksi prejšnjih egejsko-balkanskih.

#### Matar Kubeleja
Za razliko od hetitske in luvijske religije je frigijski panteon vodilo žensko božanstvo, boginja Matar, ki je bila povezana z gorami in divjimi živalmi in je dobila vzdevek Kubeleja ali Kubileja s polnim imenom Matar Kubeleja, torej pomen 'Mati gorskih vrhov'. Kot »gorska mati« (starogrško Μητηρ ορεια, latinizirano: Mētēr oreia) je bila Matar gospodarica divje gorske pokrajine ter zaščitnica in vzgojiteljica tam živečih divjih živali.
Matar Kubeleja je bil frigijski odmev prejšnje egejsko-balkanske boginje, katere lidijska različica je bila boginja Kufavs.
Kult Matar Kubeleje so izvajali svečeniki z imenom Koribantes (kar pomeni dobesedno 'tresoči glavo'), verjetno v gorskih krajih in prek orgiastičnih obredov, ki vključujejo glasbo na piščal in činele ter ekstatični ples, z njenim imenom. ki jo opisujejo kot boginjo stresanja z glavo in ekstatičnega stanja, ki ga to povzroča. Zato je boginja dobila tudi frigijski vzdevek, ki pomeni 'podivjana' v zvezi z božansko blaznostjo, ki jo je navdihnila pri svojih častilcih in zapisan v grščini kot kubēbos (κυβηβος).
Zaradi razsežnosti kulta Matar Kubeleje v osrednji Anatoliji v železni dobi se je njen kult razširil v Pizidijo in pozneje v grško-rimski svet pod imenom Kibela (starogrško Κυβέλη; latinsko Cybele).

#### Druga božanstva
Bog nevihte Tivs je imel pomembno mesto v frigijskem panteonu in njegov kult je bil zelo razširjen v Frigiji. Tivs ni bil povezan s prejšnjim anatolskim bogom nevihte Tarḫuntasom in je bil namesto tega frigijska različica prejšnjega egejsko-balkanskega boga, katerega lidijski in grški odmev sta bila Lefs in Zeus, prav tako sorodna italskemu Jovisu.
Frigijski bog lune je bil Mas, ki je bil v Grčiji znan kot Men. Mas je bil frigijski odmev zgodnejšega egejsko-balkanskega boga, katerega lidijska različica je bila Qaλiyañs.
Identiteta in spol frigijskega božanstva Bas še vedno nista jasna.
Artimida je bila frigijska boginja tipa Potnije Theron, ki je bila odmev starejše egejsko-balkanske boginje, katere lidijska in grška različica sta bili boginji Artimus in Artemida.

### Glasba
Najzgodnejše tradicije grške glasbe so izhajale iz Frigije, se prenašale skozi grške kolonije v Anatoliji in so vključevale frigijski način, ki je veljal za bojevit način v starogrški glasbi. Frigijskega Midasa, kralja »zlatega dotika«, je po mitu glasbo učil sam Orfej. Druga glasbena iznajdba, ki je prišla iz Frigije, je bil aulos, instrument z dvema cevkama.

### Frigijska kapa
Klasična grška ikonografija trojanskega Parisa identificira kot negrškega po njegovi frigijski kapi, ki jo je nosil Mitra in je preživela v sodobnih podobah kot 'kapa svobode' ameriških in francoskih revolucionarjev.

## Judje iz Frigije
V obdobju Rimskega cesarstva so Judje v Frigiji, tako kot drugod v Mali Aziji, tvorili uspešno in uveljavljeno manjšino. Stoletja prej je selevkidski kralj Antioh III. Veliki (vladal 228–187 pr. n. št.) preselil 2000 judovskih družin iz Mezopotamije in Babilona v Lidijo in Frigijo, da bi okrepil selevkidski nadzor v regiji. To je verjetno pomenilo preselitev več kot 10.000 posameznikov na Antiohova ozemlja v zahodni Mali Aziji. Judje so prejeli zemljo, davčne oprostitve in žito, dokler se niso mogli preživljati s svojimi letinami. Antioh je posebej dodelil zemljo za vinograde, kar kaže na osredotočenost na vinogradništvo, skladno s poznejšimi navedbami v Talmudu o proizvodnji vina v judovski Frigiji.
Dokazi kažejo na obstoj sinagog v različnih mestih, vključno z Iconiumom, ki je imel etnično mešano prebivalstvo, vendar je včasih veljalo za frigijsko. V Sinadi (Şuhut) je omenjen vladar sinagoge, kar kaže na prisotnost sinagoge. V Hierapolisu (Pamukkale) napis na sarkofagu iz 3. stoletja poudarja pomen svete sinagoge pri pogrebnih praksah. Najbolj dobro dokumentirana frigijska sinagoga je bila v Acmoniji (Ahat), kjer je v času Neronove vladavine Ioulia Severa, potomka galatijskih kraljev, financirala njeno gradnjo. Čeprav njeno pokroviteljstvo morda ne kaže na osebno naklonjenost judovstvu, kaže na podporo vplivnih krogov. Čeprav so se razmere za Jude v Amoniji v Severinem času zdele ugodne, je njihova kontinuiteta nejasna. Do 3. stoletja se je povečalo število dokazov o judovski prisotnosti v Acmoniji, vključno z nagrobnimi ploščami, ki kličejo svetopisemska prekletstva proti hudim kršiteljem, kar kaže na integracijo judovskih praks in vplivnih položajev v skupnosti.

## Krščansko obdobje
Obiskovalci iz Frigije naj bi bili med množicami v Jeruzalemu ob binkoštih, kot je zapisano v Apostolskih delih Apd 2,10. V Apostolskih delih Apd 16,6 sta apostol Pavel in njegov spremljevalec Sila potovala skozi Frigijo in regijo Galatije ter oznanjala krščanski evangelij. Zdi se, da so bili njuni načrti oditi v Azijo, toda okoliščine ali vodstvo, »na načine, ki nam niso bili povedani, notranji vzgibi, nočne vizije ali navdihnjene besede tistih med njihovimi spreobrnjenci, ki so prejeli darilo prerokbe« jim je to preprečil in namesto tega so odpotovali na zahod proti obali.(Apd 16,7–8)
Krščanska herezija, znana kot montanizem, v pravoslavju pa še vedno poznana kot frigijska herezija, je nastala v neznani vasi Ardabau v 2. stoletju našega štetja in se je odlikovala z ekstatično duhovnostjo in duhovnicami. Prvotno opisano kot podeželsko gibanje, se zdaj domneva, da je urbanega izvora, tako kot drugi krščanski razvoj. Novi Jeruzalem, ki so ga njegovi privrženci ustanovili v vasi Pepouza, je zdaj identificiran v oddaljeni dolini, v kateri je bil kasneje samostan.